# Dall’alto dell’Apostolico Seggio
Dall’alto dell’Apostolico Seggio (Aus der Höhe des Apostolischen Stuhles) ist eine an die Bischöfe, den Klerus und an das italienische Volk gerichtete Enzyklika von Papst Leo XIII., die er am 15. Oktober 1890 mit dem Untertitel „Über die Freimaurer in Italien“ veröffentlichte. Sie ist auch bekannt unter dem Namen „Ad apostolici“.

## Zweck der Enzyklika
Bereits seine Vorgänger, aber auch er habe in seinen Enzykliken Humanum genus und Sapientiae christianae die Gelegenheit wahrgenommen, die Tatsachen und Entwicklungen, die unbestreitbar vorhanden seien, aufzudecken. Es sei deshalb auch jetzt unnötig, die Freimaurerei zur Umkehr zu bekehren, da sie mit ihren Tätigkeiten bereits den Geist des Satans übernommen und somit zum Instrument dessen geworden seien, stattdessen müssten sie bekämpft werden. Mit diesem Schreiben müsse der Kampf zur Verteidigung der katholischen Religion aufgenommen werden.

## Die Situation in Italien
„Aus der Höhe des Apostolischen Stuhles“, sei er, als Papst, in göttlicher Vorsehung, zur Rettung der italienischen Nation eingesetzt. Das Übel in dieser Nation sei die Bedrohung des Glaubens durch die Freimaurerei und es liege in der  Verantwortung des Klerus den „Kampf“ aufzunehmen und sich mit aller zur Verfügung stehenden Macht dem „Bösen“ entgegenzustemmen. Die katholischen Christen, insbesondere alle Bischöfe, der Klerus und die italienische Bevölkerung sei aufgerufen, sich diesem Wandel als Wächter entgegenzustemmen. Er wendet sich, und das ist neu und bemerkenswert, auch ausdrücklich an die Gläubigen in Italien, der Papst weist auf die sozialpolitischen Entwicklungen hin und ruft die Italiener zur „Vaterlandsliebe“ auf.

## Gegen die Freimaurerei
Angesichts der Tatsachen und Erklärungen des „Freimaurerprogramms“ warnt er Italien vor der Realisierung dieser Bewegung und ruft zur Auflösung dieser Gruppierung auf. Die Freimaurer bezeichnet er als Antichristen und Feinde. Er sehe die zukünftige Aussicht auf die Religion in Italien schwinden, da er durch das Programm der Freimaurer deren übermächtigen Einfluss befürchte. Er ruft deshalb alle Kräfte des apostolischen Stuhles auf, um einen Schaden von der Religion und Italien abzuwenden.

## Über die Wertlosigkeit ohne Religion
In seinen Ausführungen erklärt er, dass eine Gesellschaft ohne Religion umstritten, ja sogar wertlos sei, denn ihr – der Gesellschaft – fehle die Sittlichkeit, Ehre und Stärke. Ohne Religion habe die Gesellschaft keine Wertgefühle und dieses sowohl im privaten als auch im allgemein politischen Leben. Die Basis der Gesellschaft, welche von der Familie begründet werde, fehle die wichtige Grundlage, denn von ihr komme das Leben, das Wachstum und die Energie innerhalb der Gesellschaft. Die Religion sei der Stabilisator der Nation, denn der Wohlstand der Völker komme von Gott und seinem Segen. Insgesamt sei es die Religion, die das Verhältnis zwischen Ehemann und Frau regele und die Herkunft der Liebe zwischen Eltern und Kinder begründe. Eindrücklich warnt er davor, dass Italien seine Religion verliere und somit die göttlichen Grundlagen der Nation verloren würden.

## Über die Gefahren des Sozialismus
Eine weitere Gefahr für die Gesellschaft sei die Bewegung der Sozialisten, die zur Aufhebung der gesellschaftlichen Grundlagen führen könnten. Von dieser Gefahr sei auch Italien bedroht, da der Sozialismus versuche, durch die Institution der Heiligen Kirche ihre Fühler nach den Gläubigen auszustrecken. Jedoch würde die Energie der christlichen Religion und die Wahrheit des Evangeliums gegen die Gesetzlosen wirksame Kräfte entwickeln, welche eine Ausbreitung der Subversionen und Störungen verhindern möge. Er bezeichnet die Ausbreitung des Sozialismus als einen Krieg gegen die Religion, der eine zerstörerische Quelle gegen den Papst und das italienische Volk entwickle.